# A Kárpát-medence kenyere
A Kárpát-medence kenyere (2011 és 2013 között: A nemzet kenyere) egy, az augusztus 20-i nemzeti ünnephez (az új kenyér ünnepéhez) köthető esemény, amelynek során Szolnokon egy hatalmas kemencében kisütnek egy több száz kilós kenyeret, amelynek alapanyagait a Kárpát-medence számos vidékéről adományozzák magyar közösségek és magánszemélyek. Az óriáskenyér mellett több kisebb, de önmagában nagy méretű másik kenyeret is elkészítenek a helyszínen. A rendezvény célja egyrészt a nemzeti összetartozás erősítése, másrészt a jótékonykodás is, mivel a kenyeret szétosztják a sütésben részt vevő városok lakói között.

## Története
A rendezvényt 2011-ben alapította A nemzet kenyere néven Szolnok megyei jogú város és a Szolnok TV, majd 2013-ban új nevet adtak neki: ettől kezdve nevezik A Kárpát-medence kenyerének. Az első évben a kenyér még csak 50 kg-os volt, 2013-ban 150, 2014-ben már 200, 2015-ben 250, 2016-ban pedig európai rekordot jelentő 300 kilósat készítettek. 2017-ben a kenyér ismét 300 kg-os lett.
A kemencét, amelyben ekkora kenyerek is kisüthetők, 2012-ben építették a művésztelepen. A felhasznált liszt részben a Trianon után megmaradt területekről származik, de a többi hozzávalót az elszakított részek magyarjai adományozzák: a sót Székelyföldről, a forrásvizet Kárpátaljáról, a kovászt a Délvidékről, a krumplit pedig a Felvidékről hozzák. 2015-ben már a liszt egy része is Erdélyből jött: Kolozsvár környékéről hét faluból (Bálványosváraljáról, Buzáról, Györgyfalváról, Magyarszovátról, Tordaszentmihályról, Székről és Várfalváról) gyűjtöttek adományt a szolnoki rendezvényre. Hagyományosan Sepsiszentgyörgy, a bal parti Komárom, Beregszász, Zenta, Lipót és a lengyel Tarnów küldöttségei vesznek részt a sütésben és az augusztus 20-i szolnoki ünnepségeken, ezen települések külön sütött, kisebb kenyereket is hazavisznek, valamint a kolozsvári Magyar Napokra is eljuttatnak egy hatalmas méretűt. A kenyér tésztáját is több pék gyúrja (Diószegi László székelyföldi mester vezetésével), az elkészült kenyeret huszárok, táncosok és zenészek kíséretében hintón viszik a város főtetére, ahol ökumenikus szertartás keretein belül megáldják.
A kenyérsütéshez több sport-, zenei, kulturális és művészeti program is kapcsolódik a művésztelep területén, valamint létrehoztak egy kenyérsütő versenyt is, ahova bárki elhozhatja saját termékét.